# Hans Paul Graf von Monts
Hans Paul Graf von Monts (* 3. April 1904 in Reust (?); † 1944 in Berlin; bürgerlicher Name Hans Paul Kreutzer) war ein Hochstapler und, unter dem Schutz des Reichsministeriums für Volksaufklärung und Propaganda, in den Wirren des Zweiten Weltkriegs Geschäftemacher.

## Leben
Monts' Eltern waren bürgerlich: Johannes Kreutzer, der Vater und Rosa Maria, geborene Steingräber die Mutter. Nach eigener Angabe im Prozess gegen Matthias Lackas, Karl Heinz Moldt und Eberhard Ritter von Riewel vom 12. April 1944 war er Anfang der zwanziger Jahre Freikorpskämpfer, und wurde dann in die Reichswehr übernommen. Am 20. April 1920 erfolgte die Entlassung durch das I.R.3 Stettin, er blieb Zeitfreiwilliger. 1925 holte er die Obersekundareife im Realgymnasium Gera nach.
Versuche, als Offiziersanwärter bei der Reichswehr zugelassen zu werden, scheitern. Ein Studium der Volkswirtschaft als Werkstudent schloss sich an; im Wintersemester 1928 war er in Göttingen immatrikuliert, sein Studium blieb jedoch mit „2 oder 3 Semestern“ kurz. Von 1928 bis 1929 war er Hilfsredakteur in Nordheim. 1928 oder 1929 erlangte er per „Adoption“ den Grafenstand, mit dem er am 1. Dezember 1930 in Göttingen der NSDAP beitrat. Am 23. Dezember 1930 heiratete er. Arbeiten als freier Redakteur für das Göttinger Tageblatt sollen in diese Zeit gefallen sein. Von 1930 bis 1934 hielt er die Position eines Oberinspektors bei der Concordia-Versicherung inne. 1935 zog er (nach Angaben im Prozess) nach Hannover um, wo er weiter als Versicherungsvertreter tätig war, ohne dass er 1944 noch sagen konnte, für welche Versicherung.
1936 verlegte er seinen Wohnsitz nach Berlin mit dem Ziel, dort einen Studienabschluss nachzuholen. Von 1936 bis 1938 absolvierte er dazu ein Studium an der Hochschule für Politik mit Abschluss des Diploms und zeitweiliger Assistententätigkeit. Gleichzeitig will er als Versicherungsvertreter des Deutschen Rings tätig gewesen sein. Nach Abschluss des Studiums folgte eine Tätigkeit als Leiter der Pressestelle an der Hochschule für Politik bei einem Angestelltengehalt von 300,– RM netto.
Monts Karriere hob nach der wechselvollen Ausbildung am 7. August 1939 mit der Einberufung zur Propagandaersatzabteilung Potsdam an. Der ihm zugestandene Rang war der eines Schützen. Ab dem 25. August 1939 nahm er als Sonderführer (Z) am Überfall auf Polen bei der Propagandakompanie 6/89 teil. Nach dem Überfall auf Polen war er in Spandau stationiert. Am 20. Oktober 1939 erfolgte eine Verlegung nach Bensberg. Vom 28. Oktober bis zum 4. November 1939 hielt er sich wieder in Berlin auf mit Genehmigung bei seiner sterbenden Frau sein zu dürfen. Nach ihrem Tod erfolgte die Entlassung aus der Wehrmacht, der er jedoch verbunden blieb. Ab dem 15. Dezember 1939 arbeitete er im Sonderreferent für Truppenbetreuung beim Generalgouverneur in Krakau – vom 10. Dezember 1939 bis zum 1. Dezember 1942 uk.-gestellt, das heißt als „unabkömmlich“ vor dem Kriegsdienst an der Front bewahrt. Er sah sich jedoch berechtigt, die Uniform eines SS Obersturmführers zu tragen, da er als solcher am 1. April 1939 „übernommen“ worden sein will – die Angaben lassen erahnen, dass er in den Wirren der ersten Kriegserfolge eine Uniform akquirierte und sich mit dieser seine eigene Position schuf.
1942 und 1943 war Monts im Auftrag des Propagandaministeriums mit der Truppenversorgung betraut. Er pflegte in dieser Position ein millionenschweres Lager an begehrten Artikeln von Grammophonen bis Alkohol, wie sie von ihm angeblich zur Truppenbetreuung bevorratet wurden. Glanzvolle Geschäfte mit Mangelwaren eröffneten sich in dieser Tätigkeit. Monts stand ein Fuhrpark mit mehreren kostspieligen Limousinen zur Verfügung und eine Truppe von Prostituierten, mit denen er Fahrten zwischen Berlin, Paris und Amsterdam unternahm.
Im Frühjahr 1944 geriet Monts im Zuge der Ermittlungen gegen Matthias Lackas in Korruptionsverdacht, am 12. April war er zu dessen Prozess als Zeuge vorgeladen mit dem Erfolg, dass das Gericht ihn noch von der Anklagebank aus festnahm. Im Frühjahr 1944 beging er in der Haft wie die meisten anderen aus Militärkreisen in den Prozess Gezogenen „Selbstmord“.